# Neuvième législature du Bas-Canada
Neuvième législature 
 (15 jan. 1817 au 9 fév. 1820)
8e 10e
Palais épiscopal de Québec
 Québec, Bas-Canada
La neuvième législature du Bas-Canada siégea du 15 janvier 1817 au 9 février 1820. Toutes les séances eurent lieu à Québec.

## Élections
Les élections générales ont lieu du 8 mars au 25 avril 1816.

## Session[2]
- Première (15 jan. 1817 — 22 mars. 1817)
- Deuxième (7 jan. 1818 — 1er avr. 1818)
- Troisième (12 jan. 1819 — 24 avr. 1819)

## Représentants de la couronne[2]
- John Coape Sherbrooke, gouverneur (15 jan. 1817 — 30 juil. 1818)
- Charles Lennox, gouverneur (30 juil. 1818 — 28 août 1819)
- James Monk, administrateur (20 sept. 1819 — 9 fév. 1820)

## Présidents de l'Assemblée[2]
- Louis-Joseph Papineau (15 jan. 1817 — 9 fév. 1820)

## Présidents du Conseil[2]
- Jonathan Sewell (15 jan. 1817 — 9 fév. 1820)
- John Hale[3] (7 fév. 1817 — 9 fév. 1820)

## Députés
| District              | Député                            |
| --------------------- | --------------------------------- |
| Bedford               | Thomas McCord                     |
| Buckinghamshire       | François Bellet                   |
| Buckinghamshire       | Joseph Badeaux                    |
|                       | Louis Bourdages (1815)            |
| Cornwallis            | Joseph Le Vasseur Borgia          |
| Cornwallis            | Joseph Robitaille                 |
| Devon                 | Joseph-François Couillard-Després |
| Devon                 | François Fournier                 |
| Dorchester            | John Davidson                     |
| Dorchester            | Jean-Thomas Taschereau            |
| Effingham             | Joseph Malboeuf, dit Beausoleil   |
| Effingham             | Samuel Sherwood                   |
| Gaspé                 | James Cockburn                    |
| Hampshire             | George Waters Allsopp             |
| Hampshire             | François Huot                     |
| Hertford              | Louis Turgeon                     |
|                       | François Blanchet (1818)          |
| Hertford              | Étienne-Ferréol Roy               |
| Huntingdon            | Michael O'Sullivan                |
| Huntingdon            | Austin Cuvillier                  |
| Kent                  | Pierre Bruneau                    |
| Kent                  | Denis-Benjamin Viger              |
| Leinster              | Jacques Trullier, dit Lacombe     |
| Leinster              | Benjamin Beaupré                  |
| Comté de Montréal     | James Stuart                      |
| Comté de Montréal     | Augustin Richer                   |
| Montréal-Est          | John Molson                       |
| Montréal-Est          | Louis Roy Portelance              |
| Montréal-Ouest        | Louis-Joseph Papineau             |
| Montréal-Ouest        | Félix Vinet, dit Souligny         |
| Northumberland        | Étienne-Claude Lagueux            |
| Northumberland        | Philippe Panet                    |
| Orléans               | Charles Blouin                    |
| Comté de Québec       | Louis Gauvreau                    |
| Comté de Québec       | Pierre Brehaut                    |
|                       | James McCallum (1817)             |
|                       | John Neilson (1818)               |
| Basse-ville de Québec | François Languedoc                |
| Basse-ville de Québec | Andrew Stuart                     |
| Haute-ville de Québec | Claude Dénéchau                   |
| Haute-ville de Québec | George Vanfelson                  |
| Richelieu             | Séraphin Cherrier                 |
| Richelieu             | Jean Dessaulles                   |
| Saint-Maurice         | Louis Gugy                        |
|                       | Pierre Bureau (1819)              |
| Saint-Maurice         | Étienne Mayrand                   |
| Surrey                | Pierre Amiot                      |
| Surrey                | Étienne Duchesnois                |
| Trois-Rivières        | Charles Richard Ogden             |
| Trois-Rivières        | Pierre Vézina                     |
| Warwick               | Jacques Deligny                   |
| Warwick               | Joseph Bondy, dit Douaire         |
| William-Henry         | Robert Jones                      |
| York                  | Nicolas-Eustache Lambert Dumont   |
| York                  | Jean-Baptiste Ferré               |